# Natalja Koetsjinskaja

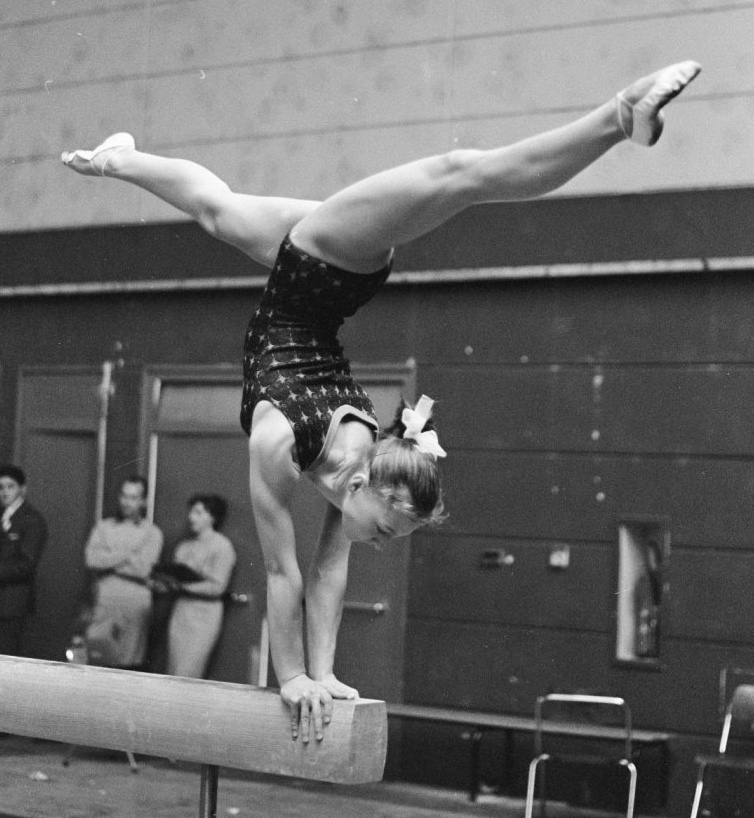
Natalja Koetsjinskaja op de balk tijdens de Wereldkampioenschappen 1966.

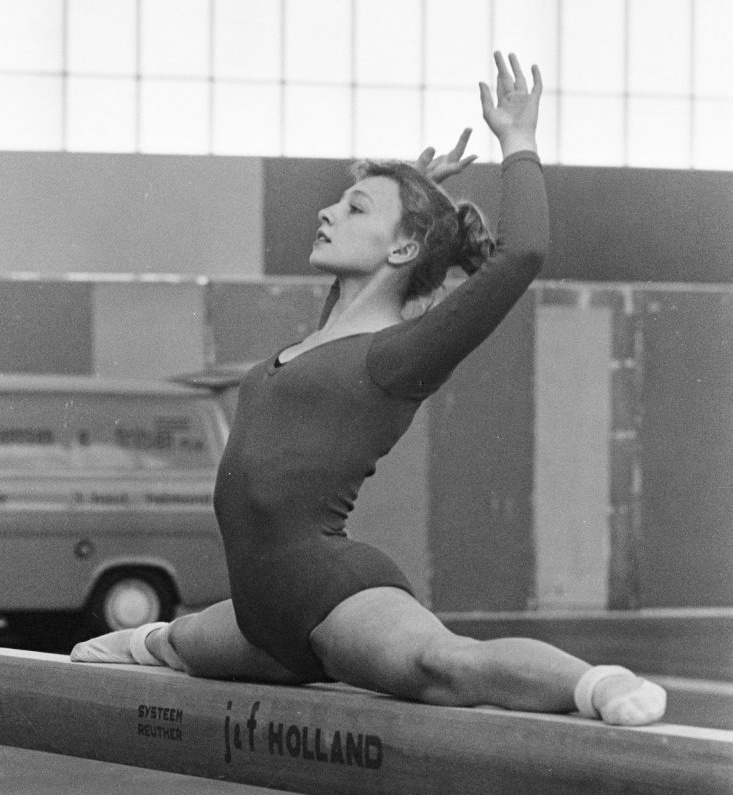
Natalja Koetsjinskaja op de balk tijdens de Europese kampioenschappen 1967.

Natalja Aleksandrovna Koetsjinskaja (Russisch: Наталья Александровна Кучинская-Котляр) (Leningrad, 8 maart 1949) is een voormalig turnster uit de Sovjet-Unie. Ze vertegenwoordigde haar vaderland op de Olympische Zomerspelen 1968 in Mexico-Stad. Na deze spelen stopte Koetsjinskaja met turnen door problemen met haar schildklier. Later bleek dat ze in eerste instantie gestopt was omdat ze door de druk haar motivatie voor de sport verloren had.
Na haar topsport carrière werd Koetsjinskaja coach in de Sovjet-Unie, Japan en de Verenigde Staten. Tegenwoordig is ze getrouwd en woont ze samen met haar man in de Verenigde Staten.
In 2006 kreeg ze een plaats in de 'International Gymnastics Hall of Fame'.

## Resultaten

### Olympische Zomerspelen
| Jaar | Plaats      | Resultaten                                                      |
| ---- | ----------- | --------------------------------------------------------------- |
| 1968 | Mexico-Stad | Team meerkamp · Individuele meerkamp · 5e Sprong · Balk · Vloer |

### Wereldkampioenschappen
| Jaar | Plaats   | Resultaten                                                                   |
| ---- | -------- | ---------------------------------------------------------------------------- |
| 1966 | Dortmund | Team meerkamp · Individuele meerkamp · Sprong · Brug ongelijk · Balk · Vloer |

### Europese kampioenschappen
| Jaar | Plaats    | Resultaten                                         |
| ---- | --------- | -------------------------------------------------- |
| 1967 | Amsterdam | 9e Individuele meerkamp · 5e sprong · Balk · Vloer |

### Top scores
Hoogst behaalde scores op mondiaal niveau (Olympische Spelen of Wereldkampioenschap finales).
| Onderdeel            | Score  | Wedstrijd                   | Locatie     |
| -------------------- | ------ | --------------------------- | ----------- |
| Individuele meerkamp | 78.097 | Wereldkampioenschappen 1966 | Dortmund    |
| Sprong               | 19.375 | Olympische Zomerspelen 1968 | Mexico-Stad |
| Brug ongelijk        | 19.616 | Wereldkampioenschappen 1966 | Dortmund    |
| Balk                 | 19.650 | Wereldkampioenschappen 1966 | Dortmund    |
| Vloer                | 19.733 | Wereldkampioenschappen 1966 | Dortmund    |